# Franz Rauch (Drehbuchautor)

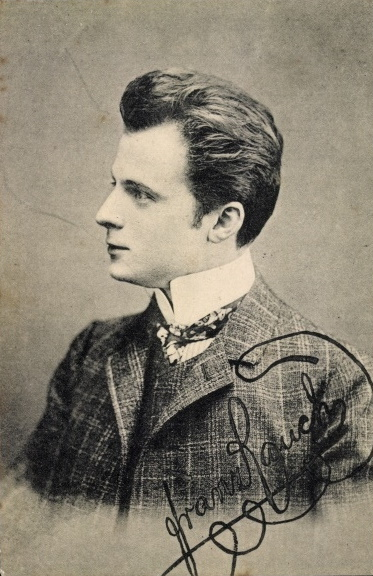
Rauch, 1909

Franz Rauch (* 15. Oktober 1878 in Stralsund; † 23. Mai 1960 in Berlin) war ein deutscher Drehbuchautor und Schauspieler.

## Leben
Er gab sein schauspielerisches Debüt 1897 am Stralsunder Theater in seiner Heimatstadt. Rauch spielte an zahlreichen Bühnen, bevor er 1920 als Drehbuchautor und Schauspieler zum Stummfilm kam. Mehrmals war Ossi Oswalda Star dieser Filme.
Weitaus die meisten Storys aus der Feder von Rauch waren harmlose Liebeskomödien, auch nach Anbruch des Tonfilmzeitalters. Eine von wenigen Ausnahmen mit dramatischem Charakter ist die Filmbiografie über den Dichter Theodor Körner.

## Filmografie (als Drehbuchautor)
| - 1920: Zigeunerblut - 1920: Das Martyrium - 1920: Das Rätsel im Menschen (auch Schauspieler) - 1920: Das Kussverbot - 1922: Der blinde Passagier (auch Schauspieler) - 1923: Das Milliardensouper - 1923: Der Geigerkönig (auch Schauspieler) - 1924: Colibri - 1924: Niniche - 1927: Die weiße Spinne - 1927: Wochenendzauber - 1928: Heiratsfieber - 1928: Robert und Bertram - 1928: Wenn die Mutter und die Tochter… - 1928: Der Piccolo vom Goldenen Löwen - 1928: Der moderne Casanova - 1929: Großstadtjugend - 1929: Das närrische Glück - 1929: Die Konkurrenz platzt! - 1929: Die fidele Herrenpartie - 1929: Es flüstert die Nacht … - 1930: O Mädchen, mein Mädchen, wie lieb’ ich Dich! | - 1930: Lumpenball - 1930: Flachsmann als Erzieher - 1930: Die lustigen Musikanten - 1931: Kyritz – Pyritz - 1931: Mein Herz sehnt sich nach Liebe - 1932: Zwei glückliche Tage - 1932: Frau Lehmanns Töchter - 1932: Theodor Körner - 1932: Drei von der Kavallerie - 1933: Die Fahrt ins Grüne - 1933: Wenn am Sonntagabend die Dorfmusik spielt - 1933: Schwarzwaldmädel - 1934: Ein Mädel wirbelt durch die Welt - 1935: Leichte Kavallerie - 1936: Herbstmanöver - 1936: Drei tolle Tage - 1936: Flitterwochen - 1937: Wie der Hase läuft - 1937: Meine Frau, die Perle - 1937: Karussell - 1938: Das Verlegenheitskind |